# Široce otevřené oči
Široce otevřené oči (hebrejsky עיניים פקוחות, Ejnajim pekuchot) je německo-francouzsko-izraelský hraný film z roku 2009, který režíroval Chaim Tabakman. Film popisuje milostný vztah dvou ultraortodoxních mužů ve čtvrti Me'a Še'arim v Jeruzalémě. Snímek měl světovou premiéru na Mezinárodním filmovém festivalu v Cannes 2. září 2009, v ČR byl poprvé uveden téhož roku na 44. Mezinárodním filmovém festivalu v Karlových Varech.

## Děj
Aaron Fleischmann je ženatý ortodoxní Žid a otec čtyř dětí, který převezme řeznictví po svém zemřelém otci. Aaron hledá do podniku zaměstnance a přihlásí se 19letý student ješivy Ezri. Aaron ho ale odmítne. Ezri přespává v synagoze, kde ho Aaron najde spícího, když se jde ráno modlit. Aaron tedy mladého studenta zaměstná. Tráví nyní mnoho času spolu: přes den pracují a večer společně studují. Ezri přespává nad řeznictvím, kde dříve žil Aaronův otec. Aaron se do Ezriho zamiluje. Aaronův coming out v ortodoxním prostředí je ale velmi obtížný. Aaron ignoruje tlaky sousedů. Když mladí členové komunity navštíví Aaronův obchod a přesvědčují ho, aby Ezriho propustil, uzavře Aaron obchod a stráví čas s Ezrim. Aaronova žena Rivka začne mít podezření, když najde obchod uzavřený a přitom jí večer Aaron říká, že má s obchodem mnoho práce. Druhý den jde Rivka opět k obchodu, kde potká Ezriho a pozve ho spontánně na večeři k nim domů. Jelikož Aaron trvale ignoruje rady svých sousedů, vyhrožují mu, že budou jeho obchod bojkotovat a bude muset i s rodinou opustit úplně čtvrť. Také rabín odmítne Aarona, když mu řekne, že potřebuje Ezriho: raději by měl zemřít, než by s Ezrim vůbec začal žít. Bez Ezriho ale nechce žít. Ezri je na ulici napaden mladými charedimy. I když ho Aaron utěšuje, Ezri opouští čtvrť.

## Obsazení
| Zohar Strauss     | Aaron                   |
| Ran Danker        | Ezri                    |
| Ravit Rozen       | Rivka                   |
| Tzahi Grad        | rabín Vaisben           |
| Eva Zrihen-Attali | Sara                    |
| Safrira Zachai    | matka Israëla           |
| Avi Grayinik      | Israël Fischer          |
| Isaac Sharry      | Isaac Sharry, otec Sary |
| Mati Atlas        | Ephraim                 |

## Ocenění
- Jerusalem Filmfest: nejlepší film, nejlepší herec
- Shalom Europa: nejlepší film
- Palm Springs Filmfest: nejlepší filmový debut
- Film Festival Gent: velká cena
- Jerusalem Filmfest: zvláštní ocenění